# Castello Maniace
Das Castello Maniace ist eine Festung in Syrakus an der Ostküste Siziliens. Die Festung liegt an der Südspitze der Halbinsel Ortygia, auf der sich auch die Altstadt von Syrakus befindet.

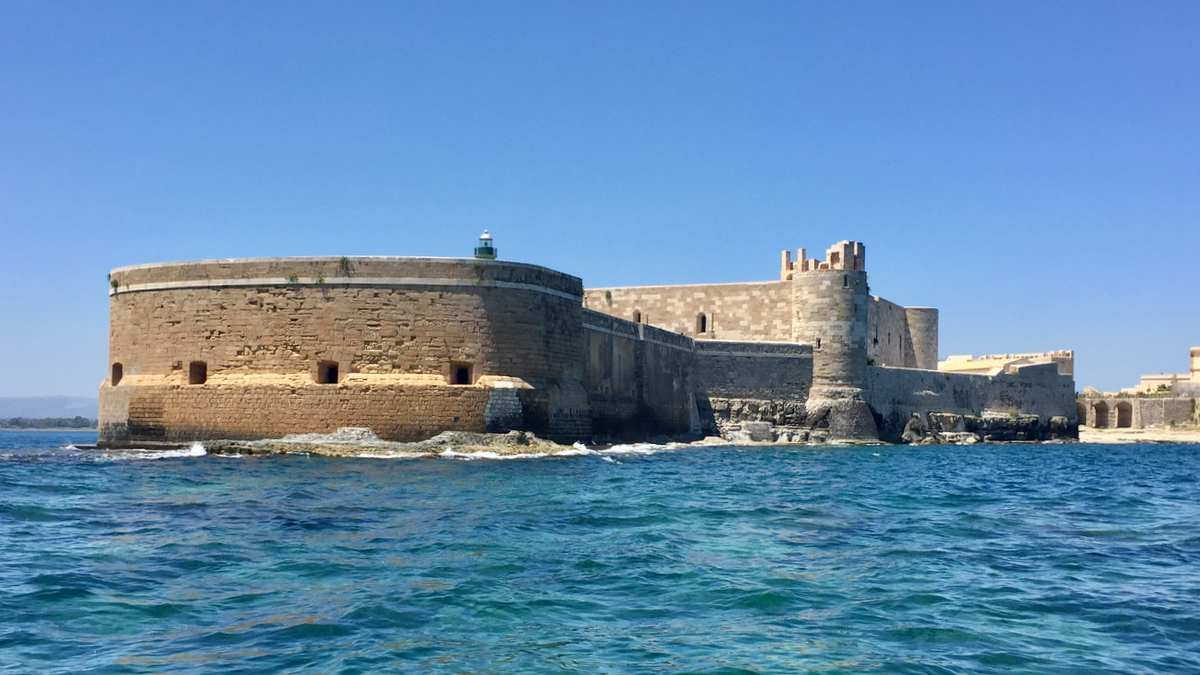
Gesamtansicht

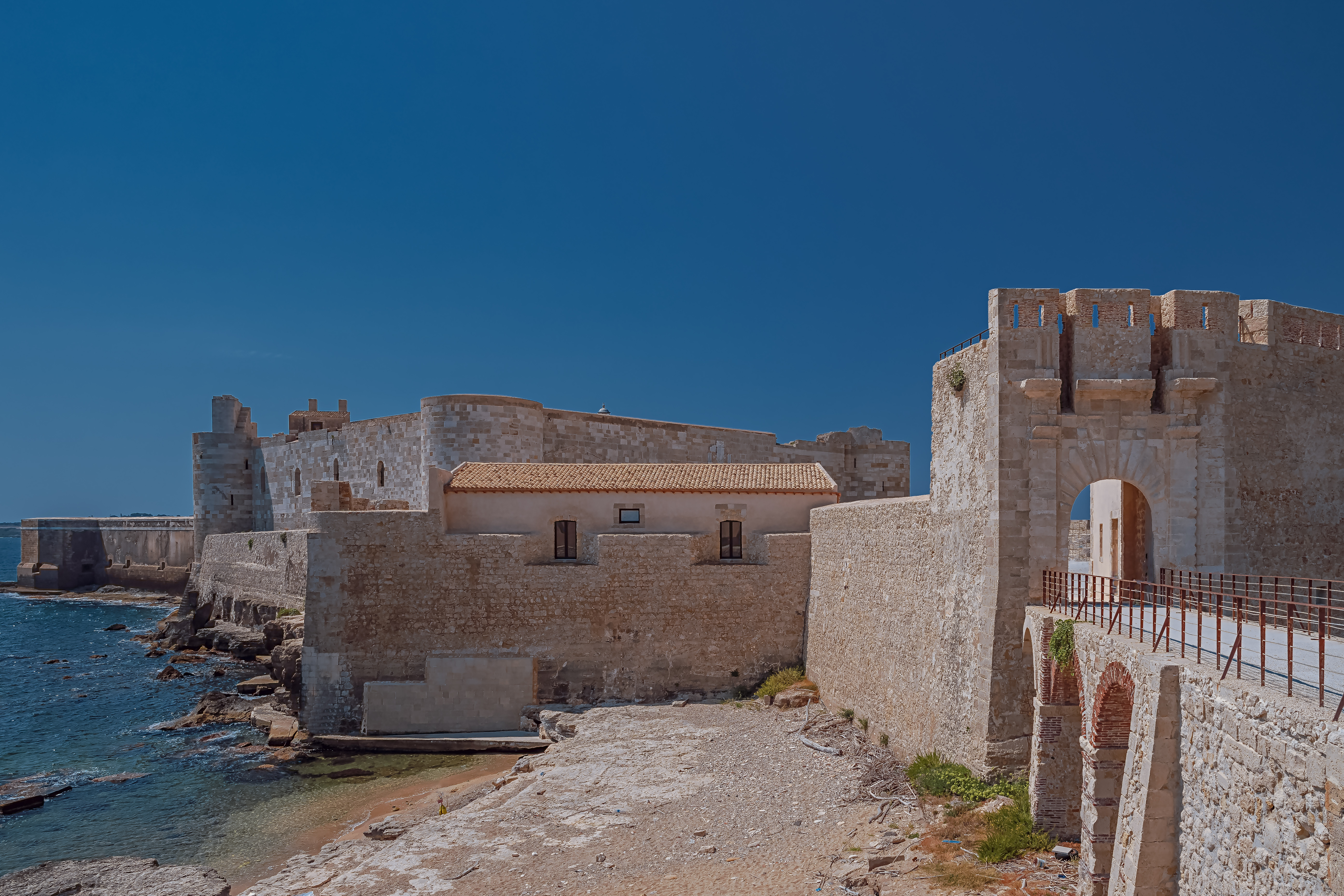
Eintritt zum Castello Maniace

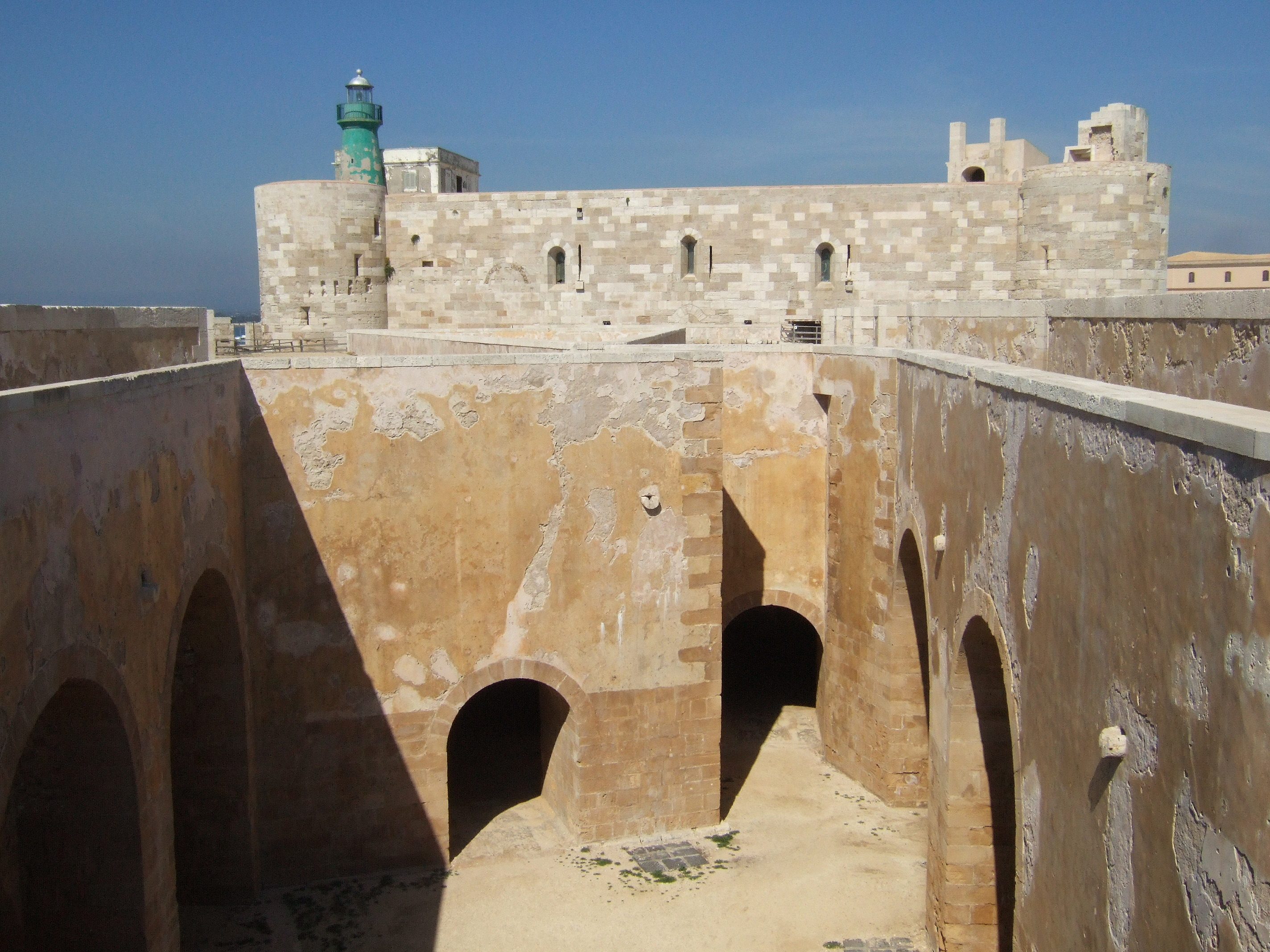
Das Innere des Castello

## Geschichte
Die jetzige Festung Castello Maniace wurde in der Zeit Friedrichs II. von 1232 bis 1240 errichtet. Davor stand dort eine Festung des byzantinischen Heerführers Georg Maniakes. Ihm gelang 1038 die kurzzeitige, letztmalige Rückeroberung von Syrakus für das Byzantinische Reich. Syrakus war zuvor seit 878 in arabischer Hand gewesen. Im Jahre 1704 explodierte in der Festung eine Pulverkammer, die große Teile des Kastellinneren zerstörte. Äußerlich ist die Festung fast unverändert erhalten geblieben, im 17. Jahrhundert wurden jedoch die Obergeschosse abgetragen. Seit 2004 kann sie nach einer Renovierung wieder besichtigt werden, da mittlerweile auch das die Besichtigung sehr erschwerende militärische Sperrgebiet im Bereich des Hafens von Syrakus aufgehoben wurde.

## Architektur
Das Castello Maniace erhebt sich über einem viereckigen Grundriss. An jeder Ecke befindet sich ein runder Eckturm. Der Innenraum bestand aus einem einzigen, gigantischen Saal, dessen Decke von großen Kreuzrippengewölben getragen wurde, die auf riesigen Säulen ruhten. Diese Säulen wurden von außergewöhnlich reich skulptural geschmückten Kapitellen bekrönt (teilweise erhalten), die in der weltlichen Baukunst des Mittelalters rund ums Mittelmeer einzigartig sind.
Auffällig an den Kreuzrippengewölben sind neben den außergewöhnlichen Kapitellen auch die auf zisterziensische Zusammenhänge (Kloster Clairvaux) zurückführbaren Kastenrippen jedes Gewölbes.
An der östlichen Außenseite wurde eine kleine Nische entdeckt, die islamischen Gebetsnischen von Moscheen entspricht. Welchen Zweck sie in diesem Raum erfüllte, ist bisher unklar.
Ursprünglich wies das Kastell ein oder zwei obere Geschosse auf, was die gesamte Anlage ähnlich einem Donjon vertikal steil proportionierte. Der heutige, breit gelagerte Eindruck ist das Ergebnis eines Umbaus während der spanischen Herrschaft in Süditalien, als bei vielen mittelalterlichen (staufischen) Kastellen die oberen Geschosse abgetragen wurden, um Kanonen weniger Angriffsfläche zu bieten, so auch bei den Hafenkastellen in Catania und Augusta.
Die Festung war an einem Punkt der Halbinsel errichtet, von dem aus sie die Hafeneinfahrt von Syrakus optimal schützen konnte. Die Festung war nicht nur Militärgarnison, sondern auch Königspalast während der Herrschaftszeit Friedrichs II.
Sehenswert ist das Portal aus der Stauferzeit, das von zwei antiken Widder-Skulpturen flankiert war. Einer der Bronze-Widder befindet sich im Archäologischen Museum von Palermo, der zweite wurde während der Unruhen 1848 zerstört. Über dem Portal wurde im 16. Jahrhundert ein spanisches Wappen angebracht.
In Erinnerung an Kaiser Friedrich II. wurde im Juni 2018 links vom Eingang zu dem quadratischen stauferzeitlichen Bau eine Stauferstele errichtet.

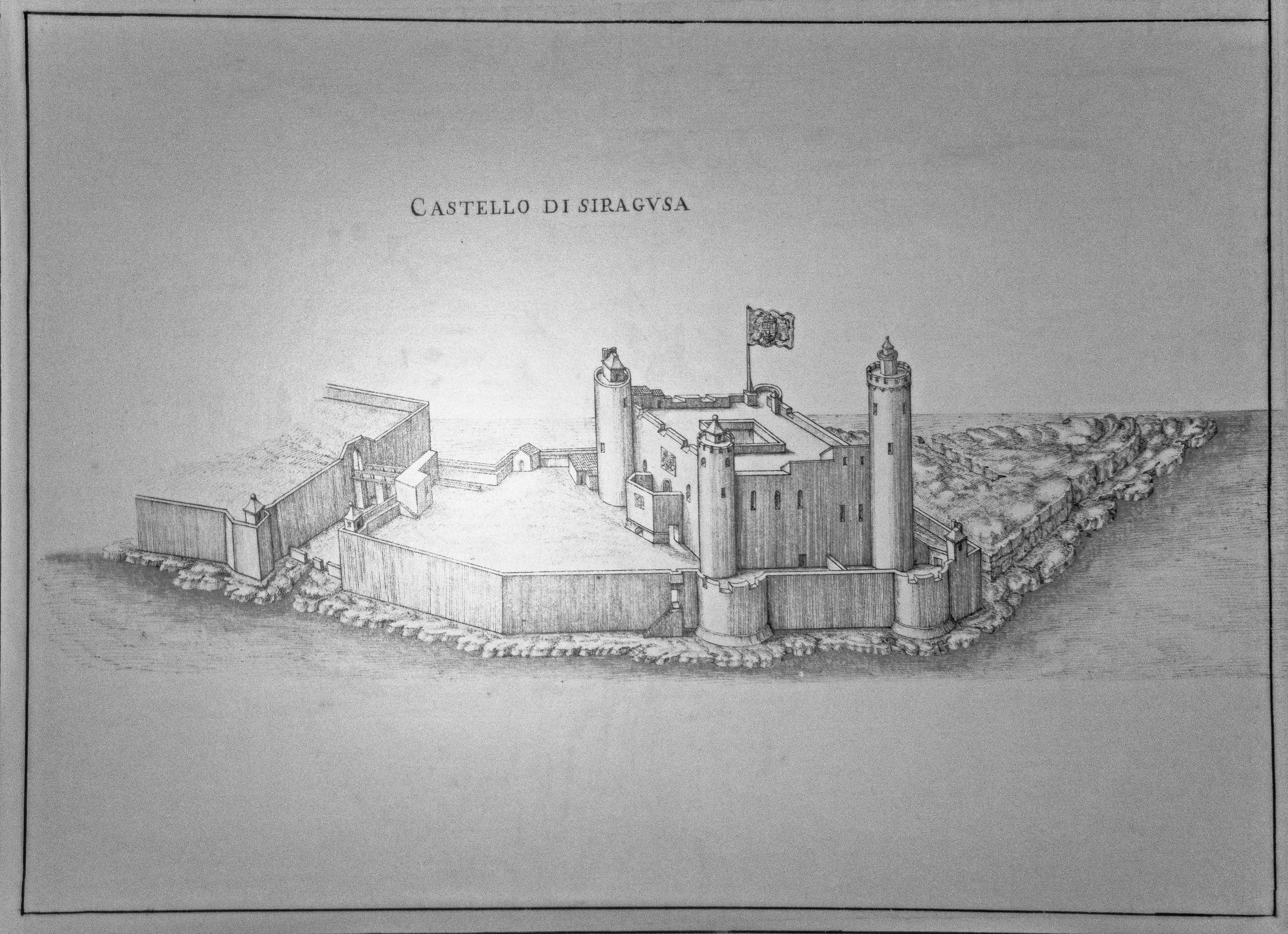
Zeichnung der Festung, angefertigt um 1630
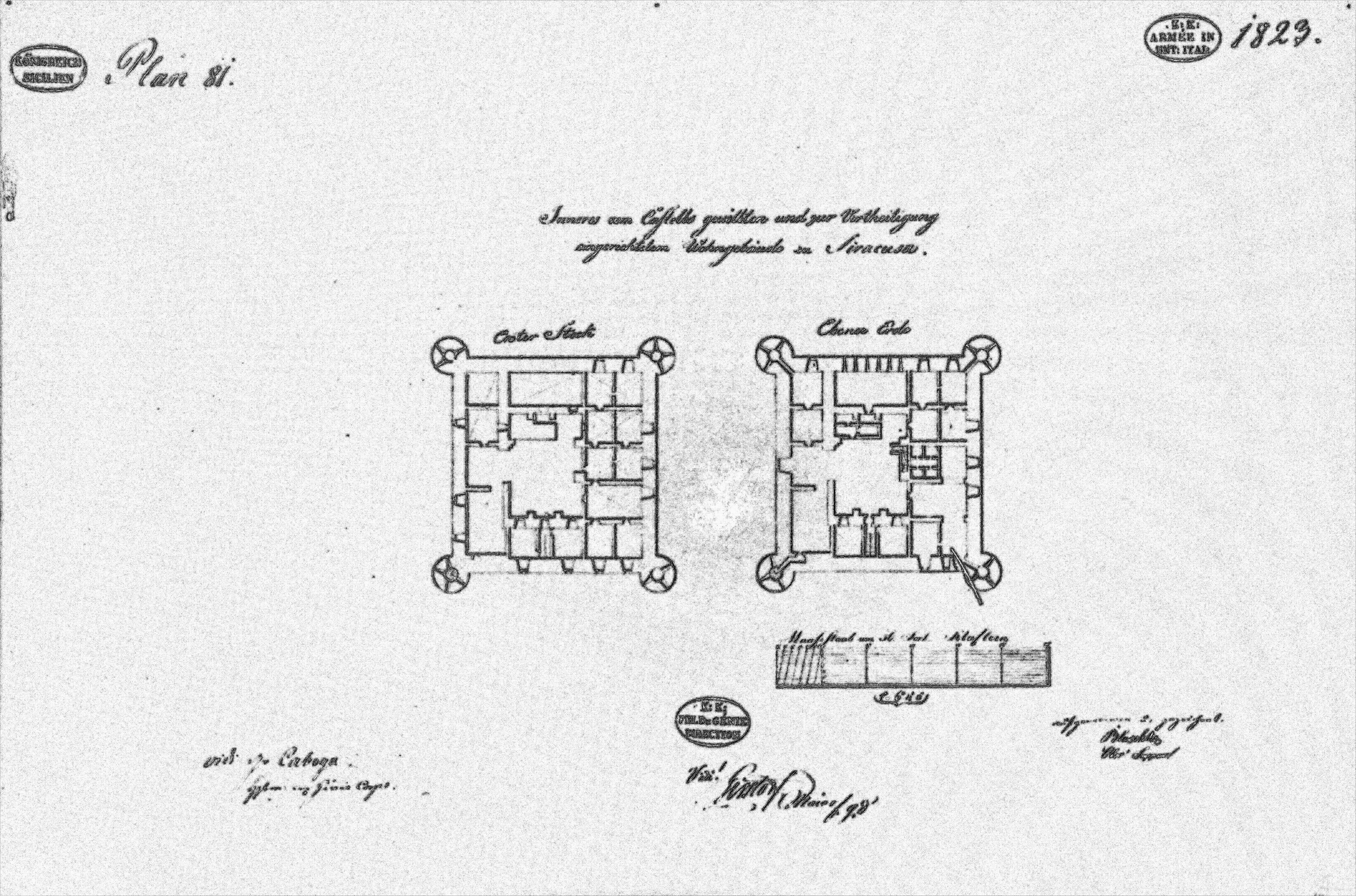
Grundrissskizze aus dem Jahr 1823 vom Inneren der Festungsanlage
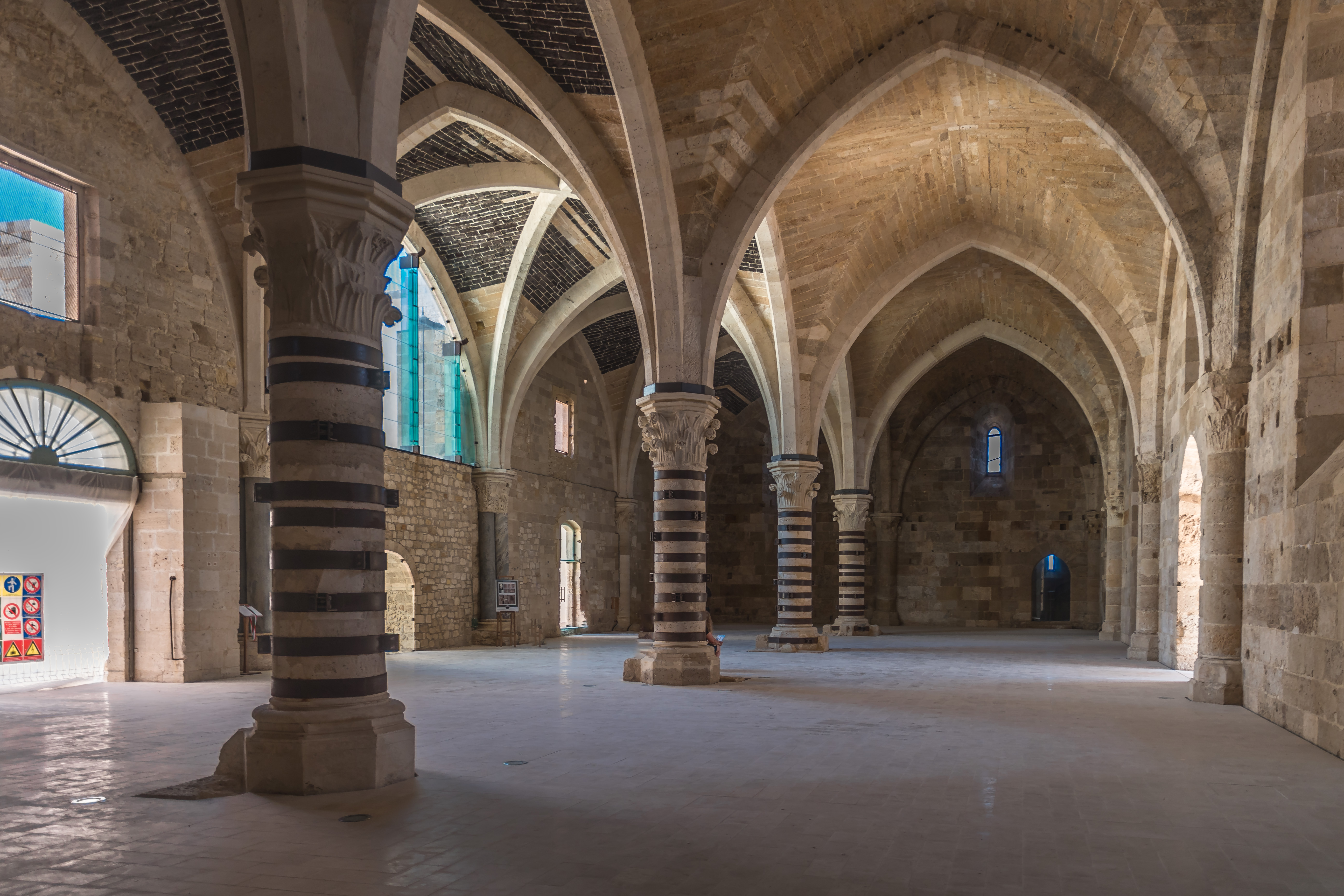
Die gotische Säulenhalle des Castello Maniace mit Kreuzrippengewölbe
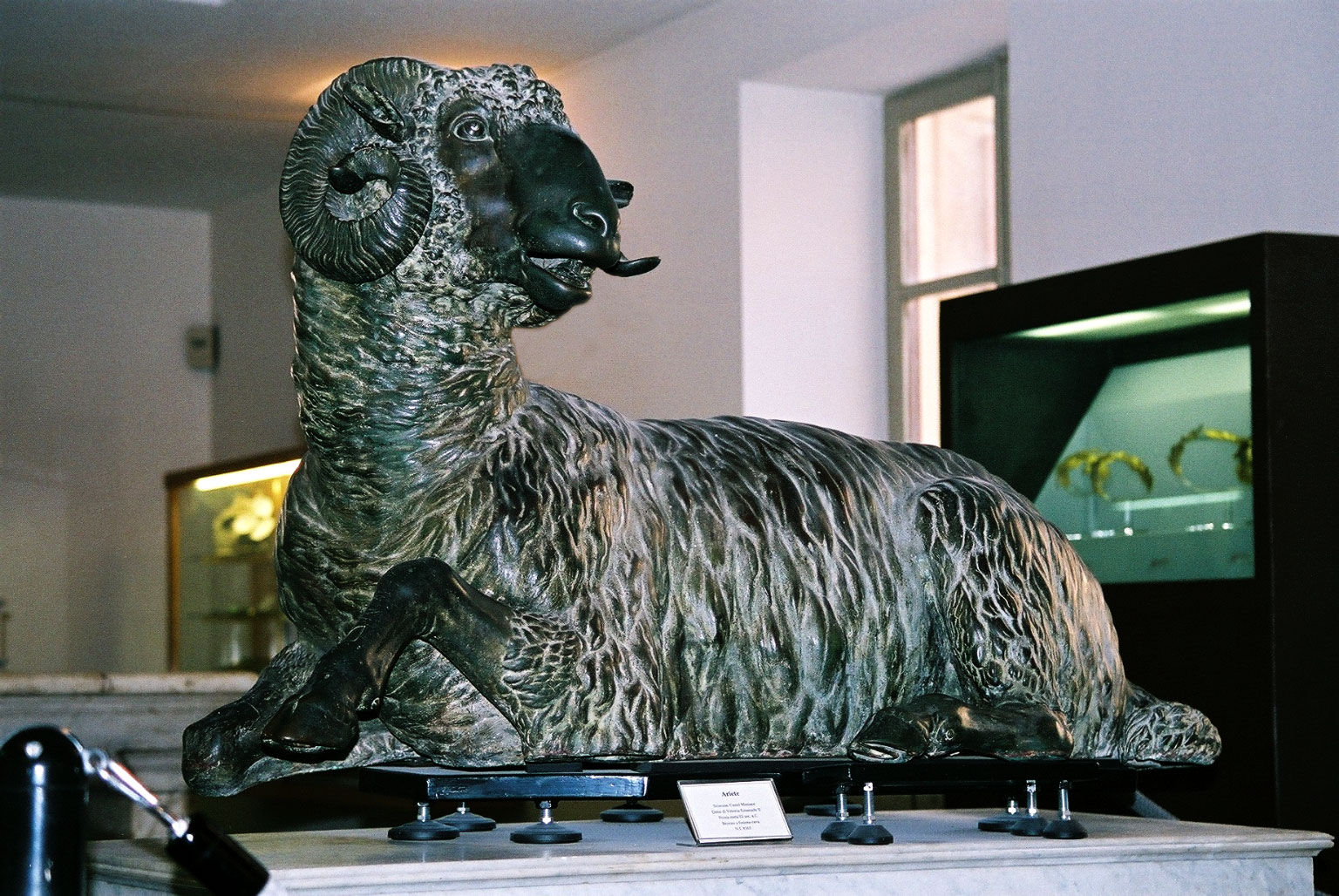
Widderskulptur im Archäologischen Museum von Palermo
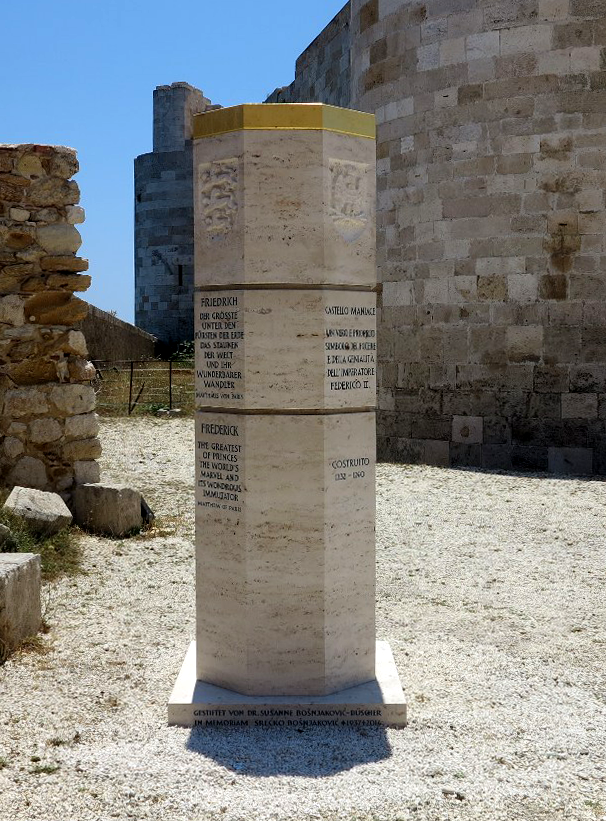
Stauferstele (2018)